# 카와나카 미유키
카와나카 미유키(일본어: 川中 美幸, 본명 : 山田岐味子, 1955년 12월 5일 ~ )는 일본의 여성 엔카 가수이다.

## 생애
1955년 12월 5일 일본 오사카부 스이타시에서 태어났다. 어릴 적 미소라 히바리(美空ひばり)의 공연을 관람한 것을 계기로 초등학교 5학년 때 어린이 노래자랑에 출전하였으며, 이후 1973년 카스가 하루미(春日はるみ)의 예명으로 데뷔하였다. 그러나 히트곡을 내지 못하고 귀향하였으며, 1977년 카와나카 미유키(川中美幸)로 예명을 바꿔 다시 데뷔하였다. 이후 1980년 발매한 《ふたり酒 (두 사람의 술)》이 히트하면서 여러 상을 수상하고 NHK 홍백가합전에도 첫 출연하게 되었다. 이후 다수의 히트곡을 발매하였으며, NHK 홍백가합전에는 2011년까지 총 24회 출연하였다.

## 주요 작품
- 《ふたり酒》 (두 사람의 술, 1980년)
- 《あなたひとすじ》 (당신 일편단심, 1981년)
- 《越前岬》 (에치젠 곶, 1987년)
- 《遣らずの雨》 (야라즈노 아메[2], 1983년)
- 《男じゃないか》 (남자가 아닌가, 1984년)
- 《忍路海岸わかれ雪》 (오쇼로 해안 이별의 눈, 1985년)
- 《女 泣き砂 日本海》 (여자 나키스나[3] 일본해, 1988년)
- 《豊後水道》 (분고 수도, 1988년)
- 《逢えるじゃないかまたあした》 (만날 수 있지 않겠어 내일 또, 1994년) - 이시하라 유지로(石原裕次郎)와의 듀엣곡
- 《北山しぐれ》 (기타야마 가을비, 1995년)
- 《ちょうちんの花》 (제등의 꽃, 1996년)
- 《二輪草》 (니린소(남방방울꽃), 1998년)
- 《君影草 -すずらん-》 (은방울꽃, 1999년)
- 《なにわの女》 (나니와의 여자, 2000년)
- 《出張物語》 (출장 이야기, 2000년) - 요시 이쿠조(吉幾三)와의 듀엣곡
- 《大河の流れ》 (대하의 흐름, 2001년)
- 《春ふたり》 (봄의 두사람, 2001년)
- 《貴船の宿》 (키부네의 여관, 2002년)
- 《おんなの一生 -汗の花-》 (여자의 일생 ~땀의 꽃~, 2003년)
- 《歌ひとすじ》 (노래 일편단심, 2006년)
- 《金沢の雨》 (가나자와의 비, 2006년)
- 《仁川エアポート》 (인천공항, 2010년) - 야마모토 조지(山本譲二)와의 듀엣곡
- 《長崎の雨》 (나사사키의 비, 2011년) 등

## 프로필
- 신체: 158cm
- 혈액형: B형
- 취미: 양초 만들기

## 수상
- 1981년 ~ 1982년, 2001년 ~ 2003년, 2007년 《일본 레코드 대상》 금상
- 1983년, 1984년 《일본 가요 대상》 방송스타상
- 1994년 《일본 레코드 대상》 최우수가창상
- 1995년 《일본 작사 대상》 우수작사상
- 1998년, 1999년 《일본 레코드 대상》 우수작품상
- 2003년 《일본 작사 대상》 대상 등 다수[4]